# Football Club Twente (femminile)
Il Football Club Twente è una squadra di calcio femminile olandese, sezione dell'omonimo club con sede ad Enschede. Milita nell'Eredivisie, il massimo livello del campionato olandese. Nella sua storia ha vinto il titolo di campione dei Paesi Bassi per 9 volte, sei delle quali come campione dell'Eredivisie.

## Storia

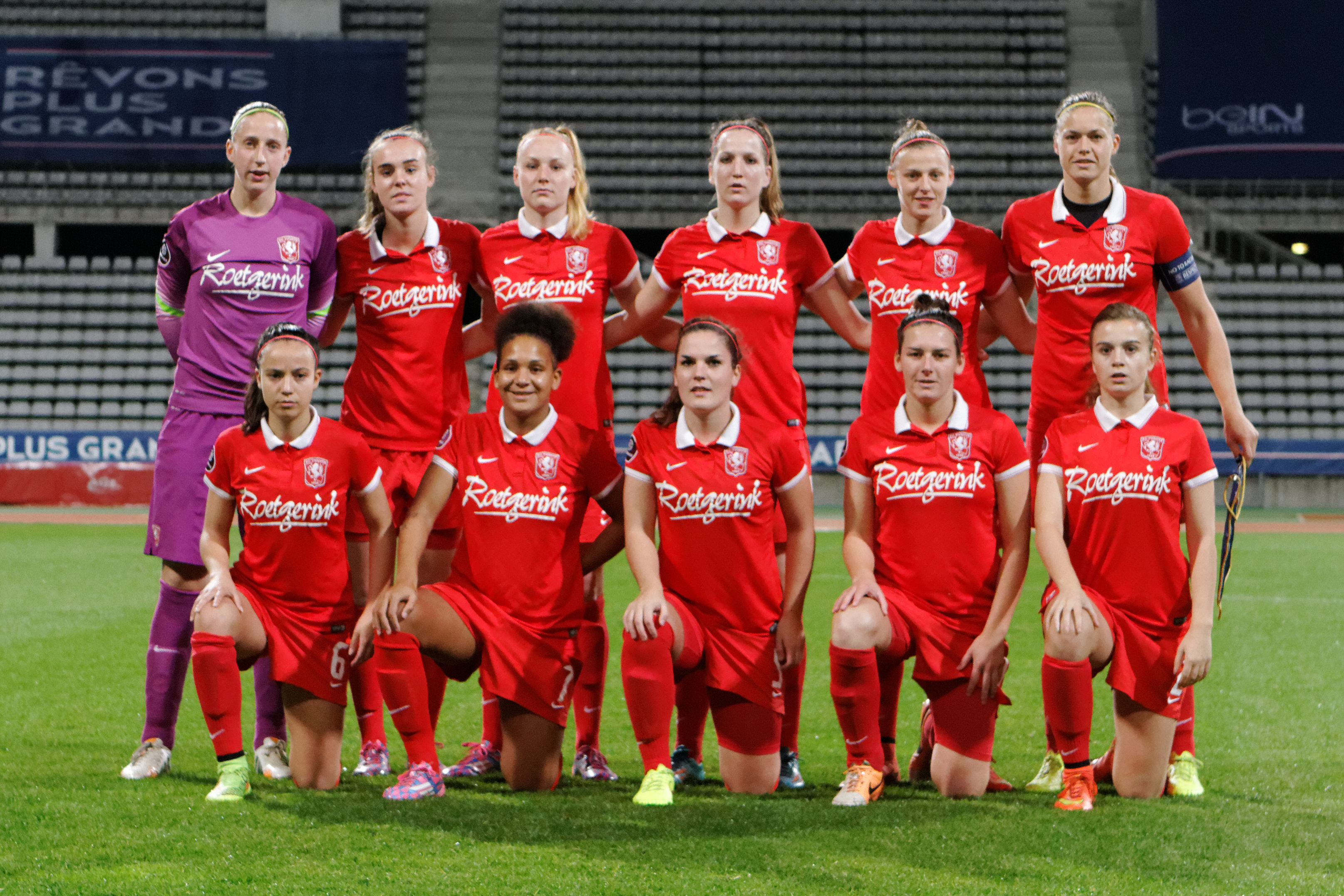
PSG-Twente, UEFA Women's Champions League 2014-2015.

Il club è stato fondato il 21 gennaio 2007 dall'omonima squadra maschile, di cui è, a livello societario, parte integrante.
Conquistò il suo primo trofeo nella prima stagione disputata, vincendo l'edizione 2007-2008 della coppa nazionale. Tre anni dopo, stagione 2010-2011, con la vittoria nell'Eredivisie arrivò anche il primo titolo di campione dei Paesi Bassi.
Nella stagione 2012-2013 il club debuttò nella BeNe League, il nuovo massimo campionato di calcio femminile unito del Belgio e dei Paesi Bassi; a fine stagione il Twente si classificò al primo posto, diventando così il primo vincitore nella storia del torneo. Di conseguenza, la squadra conseguì anche il secondo titolo di campione nazionale, in quanto miglior squadra classificata dei Paesi Bassi nella BeNe League, considerato che in questo torneo, creato per alzare il livello delle squadre, la migliore classificata dei 2 Paesi partecipanti si aggiudica anche il rispettivo titolo di campione nazionale. La conquista dei titoli di campione nazionale hanno permesso al club di disputare la Champions League. Nella stagione 2013-2014 il Twente si riconfermò campione della BeNe League.
Nel 2015 con la chiusura della BeNe League il Twente tornò a disputare l'Eredivisie, vincendo il campionato al termine della stagione 2015-2016. Nello stesso anno conseguì il miglior risultato in Champions League, eliminando il Bayern Monaco nei sedicesimi di finale ed accedendo per la prima volta agli ottavi di finale, dove fu eliminato dal Barcellona.

## Palmarès
- Campionato olandese: 10

2010-2011, 2012-2013, 2013-2014, 2014-2015, 2015-2016, 2018-2019, 2020-2021, 2021-2022, 2023-2024, 2024-2025
- BeNe League: 2

2012-2013, 2013-2014
- Coppa dei Paesi Bassi: 4

2007-2008, 2014-2015, 2022-2023, 2024-2025
- Eredivisie Cup: 4

2019-2020, 2021-2022, 2022-2023, 2023-2024
- Supercoppa dei Paesi Bassi: 3

2022, 2023, 2024

## Statistiche

### Partecipazione ai campionati
| Livello | Categoria   | Partecipazioni | Debutto   | Ultima stagione | Totale |
| ------- | ----------- | -------------- | --------- | --------------- | ------ |
| 1º      | Eredivisie  | 15             | 2007-2008 | 2024-2025       | 15     |
| 1º      | BeNe League | 3              | 2012-2013 | 2014-2015       | 3      |

### Partecipazione alle coppe
| Competizione                  | Partecipazioni | Debutto   | Ultima stagione | Totale |
| ----------------------------- | -------------- | --------- | --------------- | ------ |
| Coppa dei Paesi Bassi         | 17             | 2007-2008 | 2024-2025       | 17     |
| Eredivisie Cup                | 5              | 2019-2020 | 2024-2025       | 5      |
| Supercoppa dei Paesi Bassi    | 3              | 2022      | 2024            | 3      |
| UEFA Women's Champions League | 10             | 2011-2012 | 2024-2025       | 10     |

## Organico

### Rosa 2022-2023
Rosa, ruoli e numeri di maglia come da sito ufficiale, aggiornati all' 11 settembre 2022.
| N. |                        | Ruolo | Calciatrice              |
| -- | ---------------------- | ----- | ------------------------ |
| 1  | Paesi Bassi (bandiera) | P     | Daphne van Domselaar     |
| 2  | Paesi Bassi (bandiera) | D     | Maud Roetgering          |
| 3  | Paesi Bassi (bandiera) | D     | Danique Kerkdijk         |
| 4  | Paesi Bassi (bandiera) | D     | Caitlin Dijkstra         |
| 5  | Paesi Bassi (bandiera) | D     | Marisa Olislagers        |
| 6  | Paesi Bassi (bandiera) | C     | Ella Peddemors           |
| 7  | Germania (bandiera)    | A     | Anna-Lena Stolze         |
| 8  | Paesi Bassi (bandiera) | C     | Suzanne Giesen           |
| 9  | Paesi Bassi (bandiera) | A     | Fenna Kalma              |
| 11 | Paesi Bassi (bandiera) | A     | Renate Jansen (capitano) |
| 12 | Paesi Bassi (bandiera) | C     | Kim Everaerts            |

| N. |                        | Ruolo | Calciatrice         |
| -- | ---------------------- | ----- | ------------------- |
| 13 | Belgio (bandiera)      | C     | Elena Dhont         |
| 14 | Paesi Bassi (bandiera) | C     | Kayleigh van Dooren |
| 15 | Paesi Bassi (bandiera) | C     | Danique van Ginkel  |
| 16 | Paesi Bassi (bandiera) | P     | Lois Niënhuis       |
| 17 | Paesi Bassi (bandiera) | A     | Fieke Kroese        |
| 18 | Paesi Bassi (bandiera) | A     | Sophie te Brake     |
| 19 | Paesi Bassi (bandiera) | C     | Sterre Kroezen      |
| 20 | Paesi Bassi (bandiera) | C     | Wieke Kaptein       |
| 21 | Paesi Bassi (bandiera) | A     | Bente Jansen        |
| 22 | Paesi Bassi (bandiera) | P     | Inge Tijink         |
| 23 | Paesi Bassi (bandiera) | D     | Marit Auée          |

### Rosa 2021-2022
Rosa, ruoli e numeri di maglia come da sito ufficiale, aggiornati al 31 maggio 2022.
| N. |                        | Ruolo | Calciatrice              |
| -- | ---------------------- | ----- | ------------------------ |
| 1  | Paesi Bassi (bandiera) | P     | Daphne van Domselaar     |
| 2  | Paesi Bassi (bandiera) | D     | Kika van Es              |
| 3  | Paesi Bassi (bandiera) | D     | Dominique Ypema          |
| 4  | Paesi Bassi (bandiera) | D     | Caitlin Dijkstra         |
| 5  | Paesi Bassi (bandiera) | D     | Marisa Olislagers        |
| 6  | Paesi Bassi (bandiera) | C     | Ella Peddemors           |
| 7  | Germania (bandiera)    | A     | Anna-Lena Stolze         |
| 8  | Paesi Bassi (bandiera) | C     | Suzanne Giesen           |
| 9  | Paesi Bassi (bandiera) | A     | Fenna Kalma              |
| 11 | Paesi Bassi (bandiera) | A     | Renate Jansen (capitano) |
| 12 | Paesi Bassi (bandiera) | C     | Kim Everaerts            |

| N. |                        | Ruolo | Calciatrice            |
| -- | ---------------------- | ----- | ---------------------- |
| 13 | Belgio (bandiera)      | C     | Elena Dhont            |
| 14 | Paesi Bassi (bandiera) | C     | Kayleigh van Dooren    |
| 15 | Paesi Bassi (bandiera) | C     | Nurija van Schoonhoven |
| 16 | Paesi Bassi (bandiera) | P     | Lois Niënhuis          |
| 17 | Paesi Bassi (bandiera) | A     | Lotje de Keijzer       |
| 18 | Paesi Bassi (bandiera) | C     | Kerstin Casparij       |
| 19 | Paesi Bassi (bandiera) | C     | Sterre Kroezen         |
| 20 | Paesi Bassi (bandiera) | C     | Wieke Kaptein          |
| 21 | Paesi Bassi (bandiera) | A     | Bente Jansen           |
| 22 | Paesi Bassi (bandiera) | P     | Inge Tijink            |
| 23 | Paesi Bassi (bandiera) | D     | Lysanne van der Wal    |

### Rosa 2019-2020
Rosa, ruoli e numeri di maglia come da sito ufficiale, aggiornati al 27 agosto 2019 e UEFA.com.
| N. |                        | Ruolo | Calciatrice                |
| -- | ---------------------- | ----- | -------------------------- |
| 1  | Paesi Bassi (bandiera) | P     | Daphne van Domselaar       |
| 2  | Paesi Bassi (bandiera) | D     | Maud Roetgering            |
| 3  | Paesi Bassi (bandiera) | D     | Danique Ypema              |
| 4  | Paesi Bassi (bandiera) | D     | Suzanne Giesen             |
| 5  | Paesi Bassi (bandiera) | D     | Jamie Altelaar             |
| 6  | Paesi Bassi (bandiera) | C     | Cheyenne van den Goorbergh |
| 7  | Paesi Bassi (bandiera) | A     | Ashleigh Weerden           |
| 8  | Paesi Bassi (bandiera) | C     | Sisca Folkertsma           |
| 9  | Paesi Bassi (bandiera) | A     | Fenna Kalma                |
| 10 | Paesi Bassi (bandiera) | A     | Sabrine Ellouzi            |
| 11 | Paesi Bassi (bandiera) | A     | Renate Jansen              |
| 12 | Paesi Bassi (bandiera) | D     | Lynn Wilms                 |
| 14 | Paesi Bassi (bandiera) | D     | Licia Darnoud              |

| N. |                        | Ruolo | Calciatrice         |
| -- | ---------------------- | ----- | ------------------- |
| 15 | Paesi Bassi (bandiera) | D     | Lotte Jansen        |
| 16 | Paesi Bassi (bandiera) | P     | Jade Adan           |
| 17 | Paesi Bassi (bandiera) | C     | Naomi Hilhorst      |
| 18 | Paesi Bassi (bandiera) | C     | Anne Bhagerath      |
| 19 | Paesi Bassi (bandiera) | D     | Sophie Pieterson    |
| 20 | Paesi Bassi (bandiera) | D     | Tess Kleinsman      |
| 21 | Paesi Bassi (bandiera) | A     | Bente Jansen        |
| 22 | Paesi Bassi (bandiera) | P     | Lois Nienhuis       |
| 23 | Paesi Bassi (bandiera) | D     | Lysanne van der Wal |
| 24 | Paesi Bassi (bandiera) | C     | Romy Speelman       |
| 25 | Belgio (bandiera)      | C     | Davinia Vanmechelen |
| 26 | Paesi Bassi (bandiera) | C     | Ella Peddemors      |
| 27 | Paesi Bassi (bandiera) | P     | Fabienne Rouw       |